# Friedrich Salzmann
Pour les articles homonymes, voir Salzmann.
Friedrich Salzmann, né le 31 août 1915 à Hamadan et mort le 29 novembre 1990 à Berne, est un journaliste et une personnalité politique suisse, membre du Parti libéral-socialiste.

## Biographie
Après avoir suivi ses études à Berlin, Montreux, Zurich et Paris, il devient correspondant de presse à Paris en 1937 et représentant du mouvement antifasciste. Au déclenchement de la Seconde Guerre mondiale, il rejoint la Suisse où il embrasse les idées d'économie libre développées par Silvio Gesell et travaille pour la radio DSR. Après la guerre, il publie plusieurs ouvrages et se lance dans la politique. Il est élu comme représentant du canton de Berne au Conseil national de 1971 à 1978.

## Sources
1. 1 2  (de) Christoph Zürcher, « Salzmann, Friedrich » dans le Dictionnaire historique de la Suisse en ligne, version du 17 juillet 2009.
2. ↑  « Banque de données recensant les membres des conseils depuis 1848 », sur parlement.ch (consulté le 18 mars 2010)